# Kabuli pilav
El Kabuli pilav (en persa darí, قابلی پلاو), és un plat afganès d'arròs pilaf barrejat amb panses, pastanagues i xai. És considerat el plat nacional de l'Afganistan. Existeixen diferents receptes amb variacions segons la regió.

## Etimologia

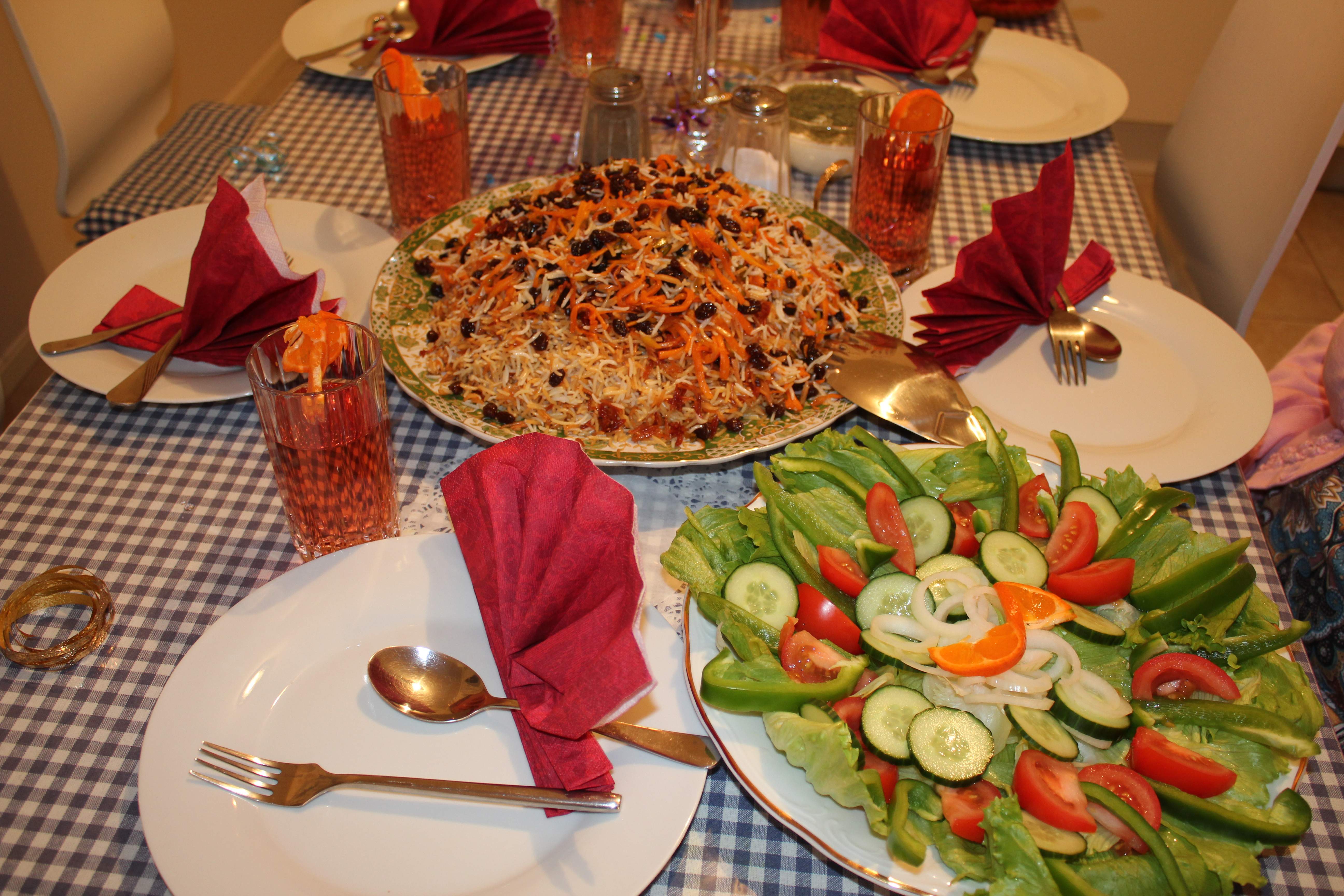
Kabuli pilav acompanyat d'una amanida al centre d'una taula (la forma tradicional de consumir-ho és sobre un dastarkhān).

El nom del plat fa referència a la forma tradicional de cuinar l'arròs a Àsia central, pilav, i a la capital de l'Afganistan, Kabul, lloc d'on és originari. Segons la tradició, va ser creat per les classes altes afganeses de Kabul, volen eren capaces de pagar l'alt cost dels ingredients del plat.
La denominació Qabili pilav prové de la paraula d'origen darí qabil, que significa habilitat o capacitat, ja que es considerava que només un xef molt hàbil podia fer el plat de forma correcta.

## Característiques
Es cuina amb arròs basmati, el més present als camps locals. Les diferències entre les receptes es deuen a la carn que es fa servir, sent la carn de xai la més tradicional, per la seva importància en la gastronomia afganesa, però també pot ser reemplaçada per carn de pollastre o carn bovina. A més de l'ús de pastanagues en tires llargues, es fa servir normalment ceba, all i panses. Ocasionalment, hi ha qui l'acompanya amb fruita seca com festuc, nous o ametlles. Les espècies tradicionalment usades pel kabuli pilav són el cardamom i les llavors de comí, canyella, coriandre, clau, cúrcuma, i, ocasionalment, safrà o garam masala.
El mètode de cocció segueix els mateixos passos que el pilaf, cuinat amb el brou de la carn. Primer es bull la carn a foc lent, mentre que d'altra banda es caramelitzen les pastanagues i la resta dels vegetals i es cou l'arròs. Finalment, ambdues preparacions s'ajunten i barregen mentre es manté el foc. El plat se serveix calent.

## Servei
El kabuli pilav es considera un plat festiu i important a causa del preu i la qualitat dels ingredients, així com a la seva tradició dins de la cuina nacional afganesa. El plat es col·loca tradicionalment al centre de la taula amb altres aliments que l'envolten, formant la resta del cercle.